# Le Bimillionnaire

Le Bimillionnaire est un téléfilm français réalisé par Michaël Perrotta, diffusé en 1998.

## Synopsis
Dans un village français, Suzy, une fillette de 10 ans, que les habitants du village surnomment « la fouine », livre à bicyclette le pain de son père, Jeannot, boulanger. Un matin, les habitants de Sainte-Croix sont en émoi, car l'un d'entre eux vient de décrocher le gros lot au Loto. Mais personne ne sait de qui il s'agit, le gagnant préférant apparemment garder l'anonymat. Suzy procède par élimination parmi les gens du village pour se faire sa propre idée.

## Fiche technique
- Titre : Le Bimillionnaire
- Scénario : Natalie Carter
- Image : Patrice Payen
- Musique : Charles Court
- Montage : Edith Paquet et Caroline Descamps
- Production : Son et Lumière, France 3
- Genre : Comédie dramatique
- Durée : 90 minutes
- Date de diffusion : 7 octobre 2000 sur France 3

## Distribution
- Marie-Joséphine Crenn : Suzy
- Elodie Doby : Prune
- Jérôme Hardelay : Antoine
- Christopher Boyadji : Julien
- Bernadette Lafont : Madame Grandbois
- Philippe Clay : le maire
- Maxime Leroux : le docteur Letoux
- Laurent Labasse : Jeannot
- Jean-Claude Leguay : Paul
- Marie-Dominique Toussaint : la mère de Prune
- Vincent Solignac : Albert
- Marc Citti : Gérard